# Saissansee
Der Saissansee (auch Sajsansee bzw. Zajsansee genannt; kasachisch Зайсан көлі; russisch озеро Зайсан) ist ein See im Osten Kasachstans (Asien).
Das ursprünglich 1810 km² große Stillgewässer, das heutzutage in der Regel vom Wasser des Buchtarma-Stausees überflutet ist, befindet sich bei der Stadt Saissan am Irtysch, welcher sein Hauptzufluss ist. Er liegt südsüdwestlich des Russischen Altais und nördlich des Tarbagataigebirges auf 420 m.
Der Saissansee ist 105 km lang, 22 bis 48 km breit und maximal 15 m tief, wird aber seit 1960 durch das Aufstauen des Flusses Irtysch im Buchtarma-Stausee – zumindest bei Vollstau – um 8 m überflutet. Der fischreiche See bzw. der jetzige Stausee ist normalerweise von Anfang November bis Ende April zugefroren.
Nach Dorfman ist der Saissansee (Lake Zaysan) der älteste See der Welt. Er besteht seit der Kreidezeit mit einem geschätzten Alter von ca. 70 Mio. Jahren.